# Nikołaj Legkij
Nikołaj Legkij, ros. Николай Легкий (ur. 11 kwietnia 1955) – francuski szachista pochodzenia ukraińskiego, arcymistrz od 1994 roku.

## Kariera szachowa
Sukcesy szachowe na arenie międzynarodowej zaczął odnosić w drugiej połowie lat 80. XX wieku, w 1989 r. otrzymując tytuł mistrza międzynarodowego. W ciągu kilku następnych lat odniósł kolejne sukcesy (m.in. dzielone I m. w Ticinie w 1994 r., wspólnie z Josephem Gallagherem i Mironem Szerem), dzięki którym w 1994 r. otrzymał tytuł arcymistrza.
Inne sukcesy turniejowe:
- dz. I m. w Budapeszcie (1996, turniej First Saturday FS09 GM, wspólnie z Siergiejem Kaliniczewem),
- I m. w Besançon (1998),
- II m. w Miluzie (2000, za Andriejem Sokołowem),
- dz. II m. w Sautron (2001, za Andrei Istrățescu, wspólnie z m.in. Borysem Czatałbaszewem, Alexandre Dgebuadze i Walerijem Newerowem),
- I m. w Guelph (2002),
- dz. III m. w Montrealu (2003, za Eduardasem Rozentalisem i Aleksandrem Oniszczukiem, wraz z Igorem-Alexandre Natafem),
- dz. III m. w Metz (2002, za Robertem Zelciciem i Michaiłem Gurewiczem, wspólnie z Pawłem Jaraczem, Jeanem-Marcem Degraeve'em i Siergiejem Zagrebelnym),
- I m. w Élancourt (2003),
- I m. w Montigny-le-Bretonneux (2006),
- dz. II m. w Jyväskyli (2007, turniej Heart of Finland, za Normundsem Miezisem, wspólnie z Jewgienijem Sołożenkinem, Tomi Nybackiem i Meelisem Kanepem),
- I m. w Paryżu (2010).

Najwyższy ranking w karierze osiągnął 1 lipca 1996 r., z wynikiem 2540 punktów zajmował wówczas 17. miejsce wśród ukraińskich szachistów.